# Trinimontius
Trinimontius is een geslacht van hooiwagens uit de familie Cosmetidae.
De wetenschappelijke naam Trinimontius is voor het eerst geldig gepubliceerd door Šilhavý in 1970. 

## Soorten
Trinimontius is monotypisch en omvat slechts de volgende soort:
- Trinimontius darlingtoni